# Victor Moses
Victor Moses, född 12 december 1990 i Kaduna, är en nigeriansk fotbollsspelare som spelar för Luton Town. Han representerar även Nigerias landslag.

## Karriär
Moses gjorde sitt första mål för Chelsea i en ligacup match mot Wolverhampton. Den 3 november 2012 kom hans första Premier League-mål mot Swansea borta där han nickade in bollen. Fyra dagar senare gjorde han sitt första UEFA Champions League-mål mot FK Sjachtar Donetsk. 
Victor Moses stod för en avgörande insats i Champions League-matchen hemma på Stamford Bridge mot Shakhtar Donetsk. Han stod för segermålet, 3-2, på nick efter hörna i matchens absoluta slutsekunder den 7 november 2012. Han hade då blivit inbytt i stället för Oscar i 80:e minuten.
Moses var större delen av säsongen 2013–2014 utlånad till Liverpool. I augusti 2014 blev det klart med ett säsongslångt utlån till Stoke City. Den 23 januari 2020 lånades Moses ut till Inter på ett låneavtal över resten av säsongen 2019/2020. Den 15 oktober 2020 lånades Moses ut till ryska Spartak Moskva på ett låneavtal över säsongen 2020/2021.
Den 2 juli 2021 köpte Spartak Moskva Moses permanent ifrån Chelsea för 5 miljoner euro, där Moses skrev på ett kontrakt till 2023.
Den 10 september 2024 värvades Moses av Luton Town.

## Meriter

### Chelsea
- Premier League: 2016–17
- FA-cupen: 2017-18
- UEFA Europa League: 2012–13

### Nigeria
- Afrikanska mästerskapet i fotboll: 2013

### Individuelt
- PFA Fans' Premier League Player of the Month: November 2016